# Seznami kometov
Seznami kometov so razdeljeni v dva dela:
- Seznam periodičnih kometov
- Seznam neperiodičnih kometov

Neperiodične komete vidimo samo enkrat. Gibljejo se po paraboličnih tirnicah. V bližino Sonca se ne vrnejo nikoli ali pa šele čez nekaj tisoč let.
Periodični kometi se gibljejo po podolgovatih eliptičnih tirnicah. V bližino Sonca se vrnejo čez nekaj desetletij.